# Josh Berman
Josh Berman (Chicago, 24 september 1972) is een Amerikaanse jazztrompettist en kornettist, actief in de avant-garde-jazzscene van Chicago.
Berman begon in 1989 kornet te spelen. Door Weasel Walter kwam hij in contact met de free jazzscene van Chicago. Hij had trompetles bij Brad Goode, studeerde aan College of DuPage en Western Illinois University. Na zijn terugkeer in Chicago, in 1998, speelde hij met Dave McDonnell, Aram Shelton, Jason Adasiewicz en Mike Reed. Verder werkte hij met Jeb Bishop, Keefe Jackson, Fred Lonberg-Holm, Frank Rosaly en het Exploding Star Orchestra. Hij leidt verschillende groepen, waaronder Old Idea, en is co-leider van Chicago Luzern Exchange. Hij werkt af en toe samen met dansers, zoals Ayako Kato. Tevens is hij betrokken bij de Emerging Improvisers' Organization en het Umbrella Collective.  

## Discografie
- Old Idea (groep Old Idea), Delmark, 2009
- Last Distractions (met Aram Shelton en Weasel Walter), Singlespeed, 2009
- There Now (Josh Berman and His Gang), Delmark, 2012